# Christian Holz-Rau
Christian Holz-Rau (geboren 1956) ist ein deutscher Verkehrswissenschaftler. Von 1998 bis 2022 leitete er als Professor das Fachgebiet Verkehrswesen und Verkehrsplanung an der Fakultät Raumplanung der TU Dortmund.

## Leben
Nach der mit der Hochschulreife abgeschlossenen Schulzeit studierte Christian Holz-Rau von 1975 bis 1984 an der TU Berlin Verkehrswesen. Bis 1996 blieb er nach dem erfolgreichen Abschluss als Diplom-Ingenieur weiter an der TU Berlin, zunächst als
wissenschaftlicher Mitarbeiter am dortigen Fachgebiet für Integrierte Verkehrsplanung. Nach der Promotion im Jahr 1990 folgten weitere sechs Jahre als wissenschaftlicher Assistent am Fachgebiet, die er 1996 mit der Habilitation beendete. Zugleich war er ab 1990 Teilhaber im Büro für integrierte Planung – BiP. 1998 übernahm er in der Nachfolge von Paul Baron das Fachgebiet Verkehrswesen und Verkehrsplanung an der Fakultät für Raumplanung der TU Dortmund. Zum 1. März 2022 trat Christian Holz-Rau in den Ruhestand. Seine Nachfolge trat Eva Heinen an.

## Wissenschaftliche Arbeit
Schwerpunkte seiner Forschungstätigkeit sind die Mobilitätsforschung, insbesondere zu Verkehrsverhalten und Wohnstandortwahl sowie Themen der Integrierten Verkehrsplanung. Dabei geht es sowohl um verkehrsmittelübergreifende Konzepte wie auch um Konzepte für einzelne Verkehrsträger des Umweltverbunds (ÖPNV, Rad- und Fußverkehr).
In der Lehre vertrat Holz-Rau ähnliche Themenfelder, insbesondere vermittelte er den Studierenden des Dortmunder Raumplanungsstudiengangs Wissen zu den entsprechenden sozialen, politischen, ökonomischen und ökologischen Prozessen, die das Verkehrsgeschehen bestimmen. Daneben wurden raum- und planungswissenschaftliche Methoden vermittelt sowie Akteurskonstellationen und Planungsebenen und deren Einflüsse auf die Planungsprozesse untersucht.